# Mychniwka (Poltawa)
Mychniwka (ukrainisch Михнівка; russisch Михновка Michnowka) ist ein Dorf in der ukrainischen Oblast Poltawa mit etwa 400 Einwohnern (2001).
Die Ortschaft liegt am rechten Ufer der Howtwa, einem 112 km langen, linken Nebenfluss des Psel, etwa 6 km südwestlich vom ehemaligen Gemeindezentrum Mjakenkiwka, 13 km südwestlich vom ehemaligen Rajonzentrum Reschetyliwka und etwa 50 km westlich vom Oblastzentrum Poltawa.
Südöstlich vom Dorf verläuft die Regionalstraße P–52 und südwestlich von Mychniwka liegt in den Sümpfen der Howta ein 450 ha großes Vogelschutzgebiet von nationaler Bedeutung.
Am 12. Juni 2020 wurde das Dorf ein Teil der Stadungsgemeinde Reschetyliwka, bis dahin war es Teil der Landratsgemeinde Mjakenkiwka (М'якеньківська сільська рада/Mjakenkiwska silska rada) im Südwesten des Rajons Reschetyliwka.
Am 17. Juli 2020 kam es im Zuge einer großen Rajonsreform zum Anschluss des Rajonsgebietes an den Rajon Poltawa.

## Söhne und Töchter der Ortschaft
- Iwan Schimkow (1803–1836), Dekabrist
- Andrei Schimkow (Андрей Петрович Шимков; 1839– nach 1909), Physiker[4]